# Centrochthonius cheni
Espèce
Synonymes
- Pseudotyrannochthonius cheni Gao, Zhang & Zhang, 2016

Centrochthonius cheni est une espèce de pseudoscorpions de la famille des Pseudotyrannochthoniidae.

## Distribution
Cette espèce est endémique du Guizhou en Chine. Elle se rencontre dans le xian de Jiangkou.

## Description
La femelle holotype mesure 1,68 mm.

## Systématique et taxinomie
Cette espèce a été décrite sous le protonyme Pseudotyrannochthonius cheni par Gao, Zhang et Zhang en 2016. Elle est placée dans le genre Centrochthonius par Schwarze, Harms, Hammel et Kotthoff en 2022.

## Étymologie
Cette espèce est nommée en l'honneur de Hui-ming Chen.

## Publication originale
- Gao, Zhang & Zhang, 2016 : « Two new species of Pseudotyrannochthoniidae, including the first species of Pseudotyrannochthonius (Pseudoscorpiones) from China. » Acta Zoologica Academiae Scientiarum Hungaricae, vol. 62, no 2, p. 117–131.